# Catarhoe permixtaria
Catarhoe permixtaria är en fjärilsart som beskrevs av Herrich-Schäffer 1851. Catarhoe permixtaria ingår i släktet Catarhoe och familjen mätare. Inga underarter finns listade i Catalogue of Life.